# Triunfo de San Rafael (Glorieta del conde de Guadalhorce)
El Triunfo de San Rafael de Glorieta del Conde de Guadalhorce es uno de los muchos triunfos existentes en la ciudad de Córdoba (España) dedicados al arcángel San Rafael, ángel custodio de la ciudad. La imagen mide 1,60 metros que sumados al pedestal hacen más de 2.

## Historia
Está constatado que fue erigido en 1743 por el obispo Pedro Salazar y Góngora, aunque hay una inscripción en el pedestal que data de 1799. Primitivamente estuvo ubicado junto al Alcázar de los Reyes Cristianos, en la puerta más cercana al río. Posteriormente, entre marzo de 1952 y mayo de 1953, fue trasladado a la glorieta del Conde de Guadalhorce durante las obras de reforma de la antigua estación de ferrocarril y andenes situándolo de forma que recibiera a los viajeros que llegaban a la ciudad.
En 2007, tras una petición vecinal al ayuntamiento, se procedió a su desmontaje para darle la vuelta y girar la imagen 180 grados, de forma que la escultura quedase de cara a los bloques de viviendas cercanos.